# 오늘아침 (라디오 프로그램)
오늘아침 윤상입니다는 MBC FM4U(전국, 수도권 기준 FM 91.9㎒)에서 오전 9시부터 오전 10시 56분까지 방송되는 대중음악, 연예오락 전문 라디오 프로그램이다. 2004년 10월 25일에 신설되었다. 단, 이 프로그램은 모두 전국방송이다.

## 역대 DJ
- 1대 : 이문세 (남) (2004년 10월 25일 ~ 2011년 3월 31일)
- 2대 : 장윤주 (여) (2011년 4월 1일 ~ 2011년 10월 23일)
- 3대 : 심현보 (남) (2011년 10월 24일 ~ 2012년 10월 21일)
- 4대 : 정지영 (여) (2012년 10월 22일 ~ 2024년 12월 22일)
- 5대 : 윤상 (남) (2024년 12월 23일 ~ 현재)

## 코너
매일 코너
- 사연과 신청곡
- 저칼로리 시사 M&Ns
- 귀를 귀울이면

요일별 코너
- 월요일 : 첫윤상
- 화요일 : 영화대사관
- 수요일 : 옥희덕희 선곡
- 목요일 : 신/구식 토크
- 금요일 : 아침음악회, 요즘 이 노래 좋던데?
- 토요일, 일요일 : 나만의 플레이리스트

## 수상 목록
- 2014년 MBC 방송연예대상 라디오 부문 여자 우수상 (정지영)
- 2022년 MBC 방송연예대상 라디오 부문 여자 최우수상 (정지영)

## 같이 보기
- 대중음악
- 연예오락
- 주현미의 러브레터 (KBS 2라디오)
- 김정원의 아름다운 당신에게 (CBS 음악FM)